# Пулкоти
Пулкоти (пол. Półkoty) — село в Польщі, у гміні Сейни Сейненського повіту Підляського воєводства.
Населення — 88 осіб (2011).
У 1975—1998 роках село належало до Сувальського воєводства.

## Демографія
Демографічна структура станом на 31 березня 2011 року:
|          | Загалом | Допрацездатний вік | Працездатний вік | Постпрацездатний вік |
| -------- | ------- | ------------------ | ---------------- | -------------------- |
| Чоловіки | 46      | 10                 | 28               | 8                    |
| Жінки    | 42      | 9                  | 20               | 13                   |
| Разом    | 88      | 19                 | 48               | 21                   |